# يوناس فورنباخ
يوناس فورينباخ (من مواليد 26 يناير 1996) هو لاعب كرة قدم ألماني محترف يلعب في قلب الدفاع لمدة في ناديهايدنهايم.

## مهنة دولية
فورنباخ لاعب كرة قدم دولي للشباب لألمانيا.

## مرتبة الشرف
فردي
- ميدالية فريتز والتر برونزية لأقل من 18 سنة: 2014 [4]